# Dan Fitzgerald (attore)
Daniel Louis Fitzgerald, detto Dan (Oshkosh, 30 dicembre 1928 – Miami, 21 novembre 2017), è stato un attore statunitense.

## Biografia
Daniel Louis Fitzgerald è stato un attore statunitense che ha lavorato in diversi film e serial televisivi nel suo paese, ma che in Italia è ricordato soprattutto per un paio di pellicole italiane con Bud Spencer ambientate e girate negli Stati Uniti, ossia Cane e gatto e Nati con la camicia, entrambe del 1983. Il suo ultimo ruolo è stato nella commedia In Her Shoes - Se fossi lei del 2005.

## Filmografia

### Cinema
- Mako - Lo squalo della morte (Mako: The Jaws of Death), regia di William Grefe (1976)
- La vera storia di Abramo Lincoln, regia di James L. Conway (1976)
- I paraculissimi, regia di Ken Wiederhorn (1979)
- The Prize Fighter, regia di Michael Preece (1979)
- Countdown dimensione zero (The Final Countdown), regia di Don Taylor (1980)
- Mutazione genetica, regia di Hernan Cardenas (1980)
- Gli occhi dello sconosciuto, regia di Ken Wiederhorn (1981)
- Nobody's Perfekt, regia di Peter Bonerz (1981)
- Cane e gatto, regia di Bruno Corbucci (1983)
- Nati con la camicia, regia di E.B. Clucher (1983)
- Nudi in paradiso (A Night in Heaven), regia di John G. Avildsen (1983)
- Dove stanno i ragazzi (Where the Boys Are '84), regia di Hy Averback (1984)
- Maledetta estate, regia di Phillip Borsos (1985)
- Invasion U.S.A., regia di Joseph Zito (1985)
- Cease Fire, regia di David Nutter (1985)
- Una signora chiamata presidente, regia di Tom Bussmann (1986)
- I 5 della squadra d'assalto (Band of the Hand), regia di Paul Michael Glaser (1986)
- Un'idea geniale (Happy New Year), regia di John G. Avildsen (1987)
- Scuola di polizia 5 - Destinazione Miami (Police Academy 5: Assignment: Miami Beach), regia di Alan Myerson (1988)
- Nightmare Beach - La spiaggia del terrore (Nightmare Beach), regia di Umberto Lenzi (1989)
- Il coraggio di uccidere, regia di Jean Bodon (1993)
- Tollbooth, regia di Salomé Breziner (1994)
- Il genio (Holy Man), regia di Stephen Herek (1998)
- In Her Shoes - Se fossi lei (In Her Shoes), regia di Curtis Hanson (2005)

### Televisione
- Hazzard (The Dukes of Hazzard) – serie TV, 1 episodio (1979)
- Angel City – film TV (1980)
- Nashville detective (Concrete Cowboys) – serie TV, 1 episodio (1981)
- Miami Vice – serie TV, 2 episodi (1984-1987)
- Detective Stryker (B.L. Stryker) – serie TV, 1 episodio (1990)
- Superboy – serie TV, 2 episodi (1991)
- Detective Extralarge: Black and White – film TV (1991)

## Doppiatori italiani
- Arturo Dominici in Poliziotto superpiù
- Luciano De Ambrosis in Cane e gatto, Scuola di polizia 5 - Destinazione Miami
- Mario Mastria in Nati con la camicia